# Myotis yesoensis
Myotis yesoensis är en fladdermusart som beskrevs av Mizuko Yoshiyuki 1984. Myotis yesoensis ingår i släktet Myotis och familjen läderlappar. Inga underarter finns listade i Catalogue of Life.
Denna fladdermus förekommer på Hokkaido i Japan. Populationen infogas av IUCN som synonym i Myotis ikonnikovi. Fram till början av 2000-talet var den godkänd som art och den listades som sårbar.